# 澀谷紀世子
澀谷紀世子（日语：／ Shibuya Kiyoko，1970年—）是一名日本視覺效果總監和製片人。她參與了著名電影製作人山崎貴迄今為止所有電影的製作，並因此獲得四次日本視覺特效獎，也憑藉《哥吉拉-1.0》（2023年）獲得奧斯卡最佳視覺效果獎。

## 生平
澀谷於1970年出生於東京都。在觀看《星際大戰》（1977年）和《回到未來》（1985年）之後，她開始醉心於特效製作，後來在動畫和視覺效果工作室白組工作。1993年，澀谷開始從事數位合成工作，參與了伊丹十三執導的電影《大病人》的製作。此後，她在東京都調布市的白組工作室參與各種廣告和電影的視覺特效製作。
澀谷參與了所有由山崎貴執導的電影的製作，尤其是擔任《打機王》（2000年）、《武者回歸》（2002年）、《三丁目的夕阳》（2005年）、《三丁目的夕阳2》（2007年）、《宇宙戰艦大和號》（2010年）、《三丁目的夕阳之1964》（2012年）、《永遠的0》（2013年）、《寄生獸》（2014年）、《寄生獸 完結篇》（2015年）、《名叫海賊的男人》（2016年）和《哥吉拉-1.0》（2023年）。她也製作了山崎貴的動畫電影《麻吉妖怪島》（2011年）、《STAND BY ME 哆啦A夢》（2014年）、《勇者鬥惡龍 你的故事》（2019年）和《STAND BY ME 哆啦A夢 2》（2020年）。

## 影視作品

### 作為視覺效果總監
- 《打機王》（2000年）[1]
- 《武者回歸》（2002年）[2]
- 《三丁目的夕阳》（2005年）[3]
- 《三丁目的夕阳2》（2007年）[1][4]
- （2008年）[5]
- 《BALLAD 無名的戀曲》（2009年）[1]
- 《宇宙戰艦大和號》（2010年）[1][6]
- 《三丁目的夕阳之1964》（2012年）[1][7]
- 《永遠的0》（2013年）[1]
- 《寄生獸》（2014年）[1]
- 《寄生獸 完結篇》（2015年）[1]
- 《名叫海賊的男人（英语：Fueled: The Man They Called Pirate）》（2016年）[1][8]
- 《DESTINY 妙探急轉彎》（2017年）[1][9]
- 《阿基米德大戰》（2019年）[10]
- 《GHOSTBOOK 妖怪圖鑑》（2022年）[11]
- 《哥吉拉-1.0》（2023年）[12]

### 作為製片人
- 《麻吉妖怪島》（2011年）[13]
- 《STAND BY ME 哆啦A夢》（2014年）[14]
- 《勇者鬥惡龍 你的故事》（2019年）[15]
- 《STAND BY ME 哆啦A夢 2》（2020年）[16]

## 榮譽
澀谷曾四度獲得VFX日本特效大獎，獲獎作品包括山崎貴導演的《三丁目的夕阳之1964》（2012年）、《永遠的0》（2013年）、《名叫海賊的男人》（2016年）和《DESTINY 妙探急轉彎》（2017年）。她還憑藉《哥吉拉-1.0》（2023年）獲得北卡羅來納州影評人協會獎和西雅圖影評人協會獎的最佳視覺效果獎。她也與山崎貴、高橋正紀和野島達司一起，憑藉《哥吉拉-1.0》獲得第96屆奧斯卡最佳視覺效果獎。

## 外部連結
- 澀谷紀世子在互联网电影资料库（IMDb）上的資料（英文）